# سیدی توبیاس
سیدی توبیاس (انگلیسی: Szidi Tobias; ۲۸ مهٔ ۱۹۶۷ – ) بازیگر و نوازنده اسلواکی تبار مجارستانی است.. وی از سال ۱۹۹۰ میلادی تاکنون مشغول فعالیت بوده‌است.